# آلفا رومئو اسپایدر
آلفارومئو اسپایدر (Alfa Romeo Spider) خودرویی است که در سال‌های ۱۹۶۶–۱۹۹۳در تورین، ایتالیا و ایتالیا تولید شده‌است.
طراحی آن خودروهای موتور جلو-محور عقب بوده است. 

## نگارخانه

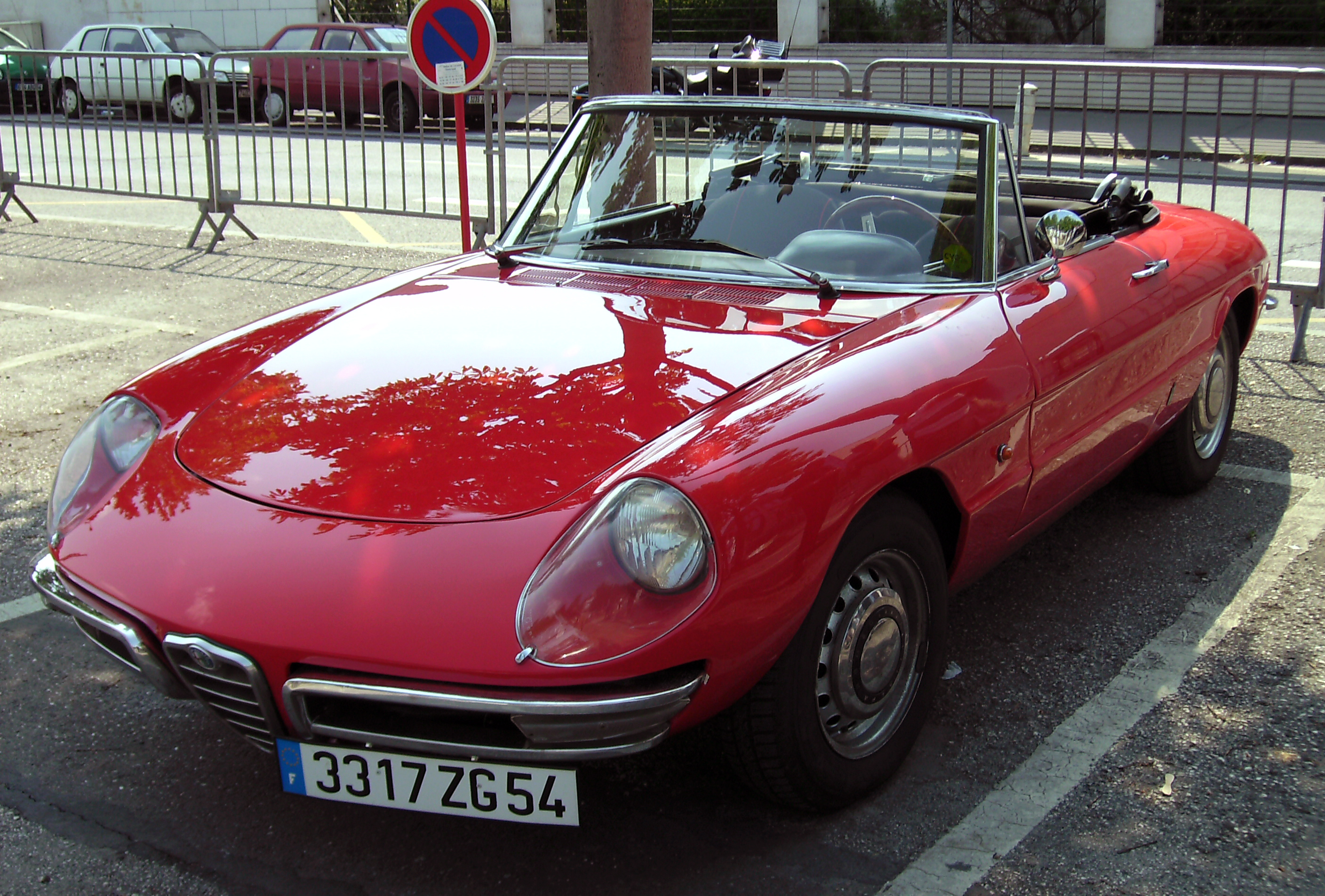
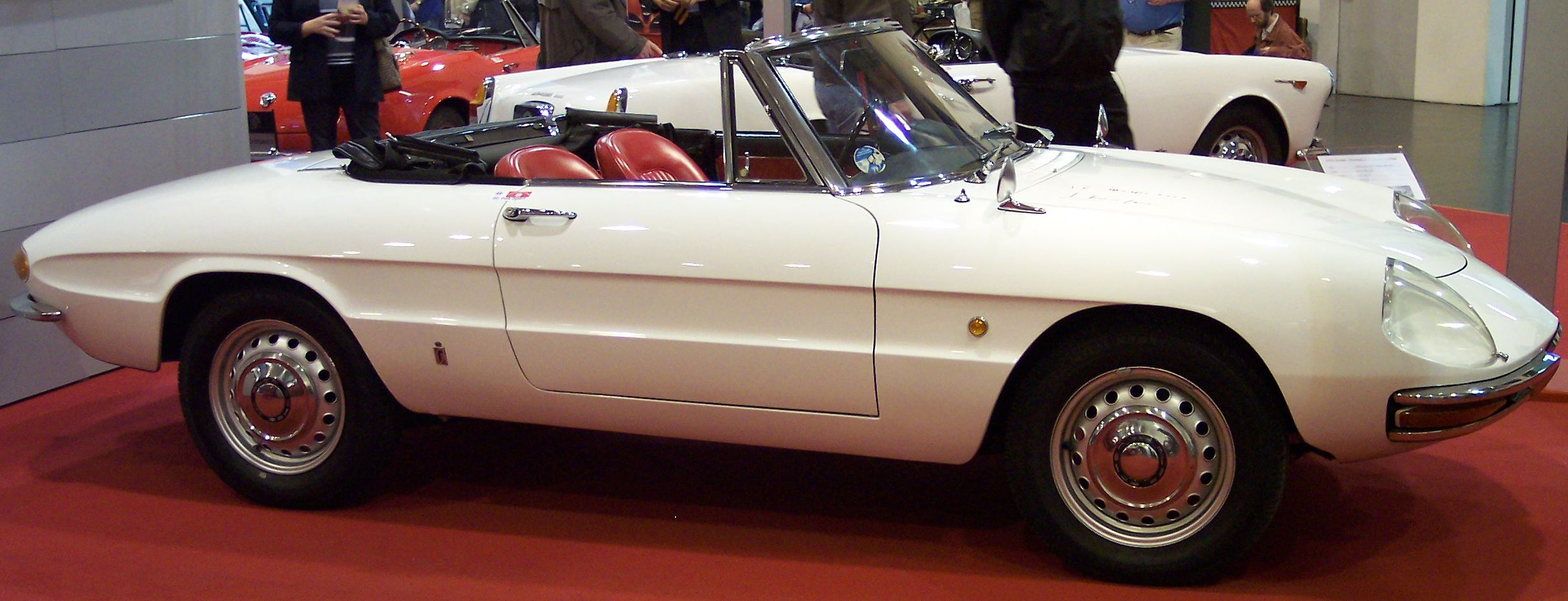